# アルク
株式会社アルク（英: ALC PRESS INC.）は、東京都千代田区に本社を置く日本の出版社。語学教育の総合企業として、英語を中心とする通信講座の運営や教材の出版、語学に関するウェブサービスの提供を行う。
社名はAssociated Liberal Creators（自由創造者集団）の頭文字を取ったもの。コーポレート・スローガンは「地球人ネットワークを創る」。
2021年4月、株式会社アルクエデュケーションを設立した。本項ではアルクエデュケーションについても記述する。

## 概要
1971年に日本で初めて英語学習のための月刊誌を創刊し、現在も『ENGLISH JOURNAL』の名で主力商品となっている。1982年には月刊誌スタイルの通信講座『1000時間ヒアリングマラソン』をリリースした。
シンボルキャラクター「地球人マーク」は、アルクの出版物のカバーには必ず描かれており、2005年に現行デザインとなった。学生向け参考書や特定の専門分野の語学を扱う書籍にはモルタルボードをかぶった「地球人マーク」が描かれる。
学習参考書では、2005年からチャンツのリズムに合わせて聞いて単語を覚える『キクタン』シリーズを発売し、2019年までに総刊行数450万部を突破するベストセラーとなった。
ウェブサービスとしては、オンライン英和・和英辞典データベース『英辞郎』で知られ、同社のウェブサイトから無料版が利用できる。また大学などにeラーニングや授業支援システムを提供している。
資格認定制度として「ESAC®認定 英語学習アドバイザー」の資格を統括している。一般財団法人海外留学協議会が認定する「JAOS認定 留学カウンセラー」に関しては、アルクの「JAOS認定留学カウンセラーコース」の受講が必須となっている。
2015年には、語学教育の調査・研究を行う専門研究機関「アルク教育総合研究所」を設立した。

### 経営状況
2011年1月期連結決算で、最終損益が3億5000万円の赤字を計上。翌2012年には、1969年の創業以来初めて代表取締役社長が交代し、投資ファンドの日本みらいキャピタル株式会社が本格的に経営参画する事態となった。
2018年9月28日付で電気通信事業者のフリービット株式会社が全株式を取得し、アルクはフリービットの完全子会社となった。フリービットは株式取得の理由として「“EdTech（Education×Technology）” 事業も展開していくことを企図し、その一環として、英語を中心とした語学教育の総合企業であるアルクを子会社化することといたしました」と発表した。
2020年4月期の決算では、フリービットが「EdTech事業は、デジタル領域への事業転換の遅れに加え、新型コロナウイルス感染症の拡大に伴い、その収益性が大きく影響を受けている分野となっております」と発表。同年4月28日付で、アルクの代表取締役社長の交代と役員体制の変更がなされた。

## 沿革
- 1969年4月8日 創業（代表取締役社長：平本照麿）
- 1971年 月刊誌「THE ENGLISH JOURNAL」（現「ENGLISH JOURNAL」）創刊
- 1982年 通信教育事業が発足し、「1000時間ヒアリングマラソン」開講
- 1987年 通信講座「NAFL Institute 日本語教師養成通信講座」（現「NAFL日本語教師養成プログラム」）開講
- 1988年 留学事業が発足し、「アルク留学クラブ」開設
- 1994年 子供英語教室として「kiddy CAT英語教室」開設
- 1997年 対面インタビュー形式の英語スピーキングテスト「SST」サービス提供開始
- 1998年 オンライン英和・和英データベース「英辞郎 on the WEB」サービス提供開始
- 2004年 「アルク留学センター」を開設。電話による英語スピーキングテスト「TSST」サービス提供開始
- 2005年 英語学習アドバイザー資格認定制度「ESAC」発足
- 2007年 英語学習コミュニティサイト「アルコムワールド」開設
- 2008年 電話による日本語学習者向けスピーキングテスト 「JSST」サービス提供開始
- 2011年 「英辞郎 on the WEB」のハイグレード版「英辞郎 on the WEB Pro」サービス提供開始
- 2012年8月　野田亨が代表取締役社長に就任
- 2014年 「アルクオンライン英会話」サービス提供開始
- 2015年 「アルク オンライン日本語スクール」サービス提供開始。「アルク教育総合研究所」設立
- 2016年
  - 2月 eラーニングシステム「ALC NetAcademy NEXT」サービス提供開始。Webメディア「GOTCHA!」開設
  - 4月 安嶋明が代表取締役社長に就任
- 2018年9月28日 フリービットの完全子会社となる（田中伸明が代表取締役社長に就任）[2][11]
- 2020年
  - Webメディア「ENGLISH JOURNAL ONLINE」開設
  - 4月 天野智之が代表取締役社長に就任
- 2021年4月 株式会社アルクエデュケーションを設立[3]

## 主な商品・サービス
英語を中心に、諸外国語や日本語（日本語教師、外国人向け）の教材も出版する。語学雑誌は月刊誌の『ENGLISH JOURNAL』などを刊行している。
通信講座として『1000時間ヒアリングマラソン』やTOEIC対策などの講座を有する。英語以外にも中国語の講座や、「小学校英語指導者資格認定 アルク児童英語教師養成コース」「NAFL日本語教師養成プログラム」などもある。またTOEIC対策などのセミナーを、一般学習者向け・教員向けに全国で開催している。
学習参考書・教材は、単語集の『キクタン』シリーズが主力商品となっており、学生向けの『ユメタン』シリーズ、社会人向けの『究極の英単語SVL』シリーズもある。「レベル別語彙リストSVL12000」とは、ネイティブスピーカーの使用頻度が高く、日本人の英語学習者にも有用な英語語彙1万2,000語を選び出し、1,000語ずつ12の段階に区分した、アルク独自のレベル別語彙リストで、SVLは "Standard Vocabulary List" の略である。表現集の『起きてから寝るまで』シリーズのように、アウトプットの要素を強めた教材が多くある。
英会話教室では、子供向けの『アルク Kiddy CAT 英語教室』、ビジネスパーソン向けの『アルクオンライン英会話』などを運営する。
アルク留学センターを設けて、小中学校・高等学校の生徒向けに留学支援事業を行っている。

### eラーニング
- 学習アプリ
- アルクオンライン英会話
- アルクオンライン日本語スクール

### Webコンテンツ
- ENGLISH JOURNAL ONLINE
- 英語の先生応援サイト
- オンライン英和・和英データベース「英辞郎」

### スピーキングテスト
- 対面インタビュー形式の英語スピーキングテスト「SST」
- 電話による英語スピーキングテスト「TSST」
- 電話による日本語学習者向けスピーキングテスト 「JSST」

## 関連会社
アルクでは、企業・学校法人向け英語研修支援事業に関して、名古屋支店・大阪支店・福岡支店を設けていた。日立製作所と共同開発したeラーニングシステム『ALC NetAcademy NEXT』を扱う。
2021年4月、株式会社アルクエデュケーションを設立し、企業・学校法人向け英語研修支援事業を移管した。